# Johann Agricola (Theologe)
Johann Agricola (auch: Spremberger; * um 1534 in Spremberg; † 30. August 1590 in Bautzen) war ein evangelischer Theologe des 16. Jahrhunderts.

## Leben und Wirken
Agricola besuchte zunächst die Schulen in Spremberg, Crossen und Görlitz. 1550 wandte er sich noch ganz jung nach Wittenberg, wo er Privatunterricht bei Petrus Praetorius nahm. Nach dem Spremberger Stadtbrand 1556 war er gezwungen, Wittenberg zu verlassen und sein Auskommen als Lehrer in Schlesien zu suchen, kehrte aber 1558 – mit Hilfe eines Stipendiums der Gemeinde Trattendorf – nach Wittenberg zurück, um unter anderem bei Georg Major Theologie zu studieren. Am 8. Oktober 1562 erwarb er den akademischen Grad eines Magisters der Philosophie und wurde im darauf folgenden Jahr in den Senat der philosophischen Fakultät rezipiert. Er blieb bis 1566 als Präzeptor eines Sohnes des niederlausitzischen Landvogts Lobkowitz in Wittenberg. Am 23. April 1567 wurde er an der dortigen Stadtkirche durch Paul Eber ordiniert und wirkte fortan als Oberpfarrer und Superintendent in Calau, wo er unter anderem in sorbischer Sprache predigte und von Lobkowitz einen Freihof vorm Schloss eingeräumt bekam. 1575 übernahm er das Pfarramt und das Offizialat in Lübben, wechselte aber bald als Pfarrer nach Spremberg und wirkte zugleich als Hofprediger und Leibarzt des Grafen Lobkowitz. Etwa 1577 wurde er schließlich Pastor am Dom St. Petri in Bautzen. 1590 erschien von ihm noch ein Vorwort zu einer Ausgabe des Habermannschen Gebetbuchs, bevor er selbst am 30. August des Jahres 1590 in Bautzen verstarb, wie ein Chronogramm auf seinem Epitaph bezeugt.
Agricola hatte sich am 20. Januar 1567 in Wittenberg mit Elisabeth Schnellboltz, der Tochter des Wittenberger Buchdruckers und Briefmalers Gabriel Schnellboltz verheiratet, der etliche der Agricola zugeschriebene Werke druckte. Von seinen Kindern kennt man namentlich Johann Agricola (1567–1609), Superintendenten in Jägerndorf, und Gabriel Agricola, Maler daselbst, sowie Katharina Lehmann in Bautzen. Einer seiner Enkel war der brandenburgische Hofprediger Adam Christian Agricola.
Als theologischer Schriftsteller und Kirchenlieddichter ist Agricola kaum noch von Bedeutung. Indessen erfreuen sich die ihm zugeschriebenen, anonym gedruckten ikonographischen Sammlungen eines gewissen Interesses in der Reformationsgeschichte und der Cranachforschung. Noch im 19. Jahrhundert wurde er meist mit dem wesentlich berühmteren Johannes Agricola aus Eisleben verwechselt.

## Werke

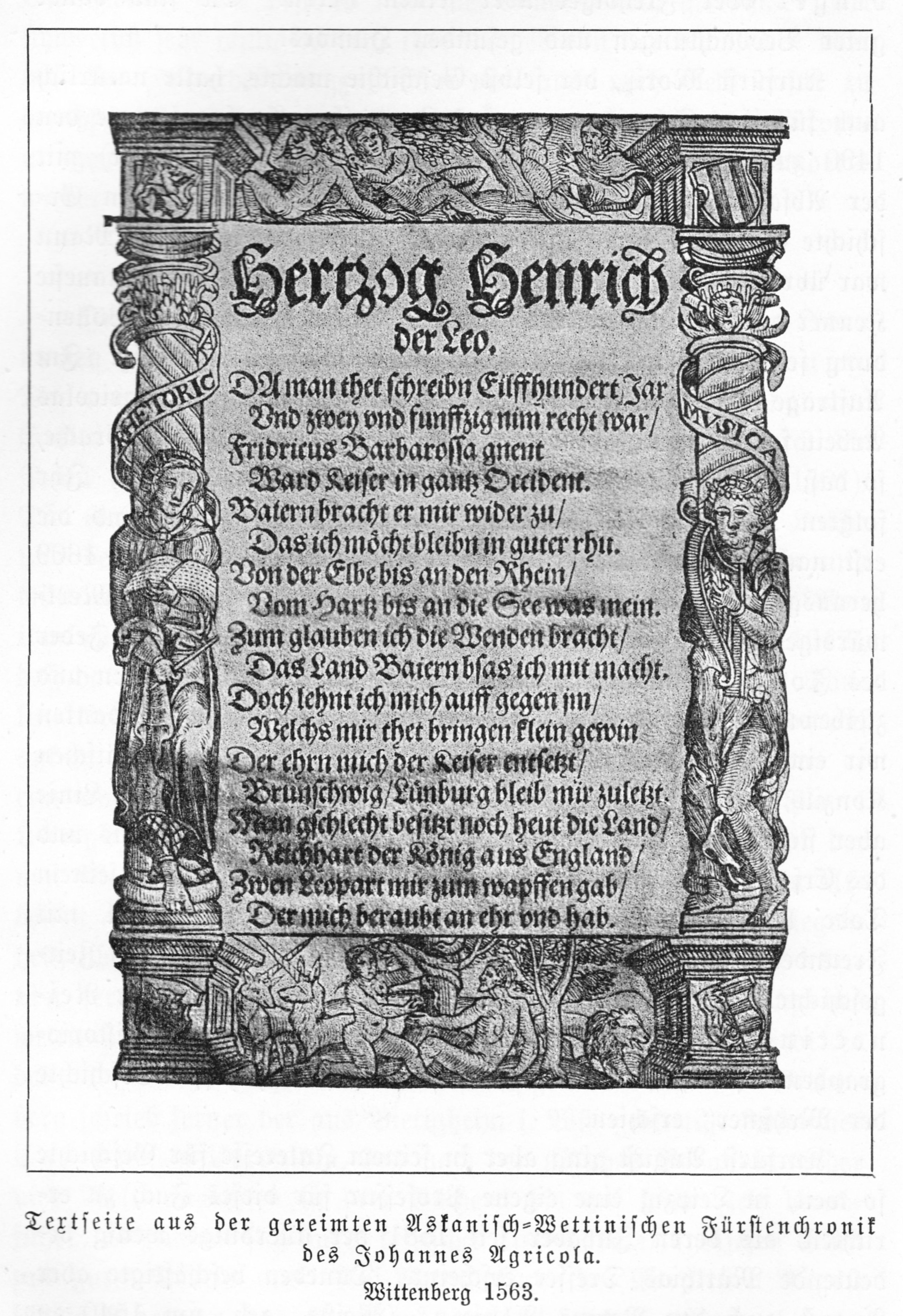
Textseite aus der gereimten Askanisch-Wettinischen Fürstenchronik Illustrissimorum ducum Saxoniae [...] vivae effigies

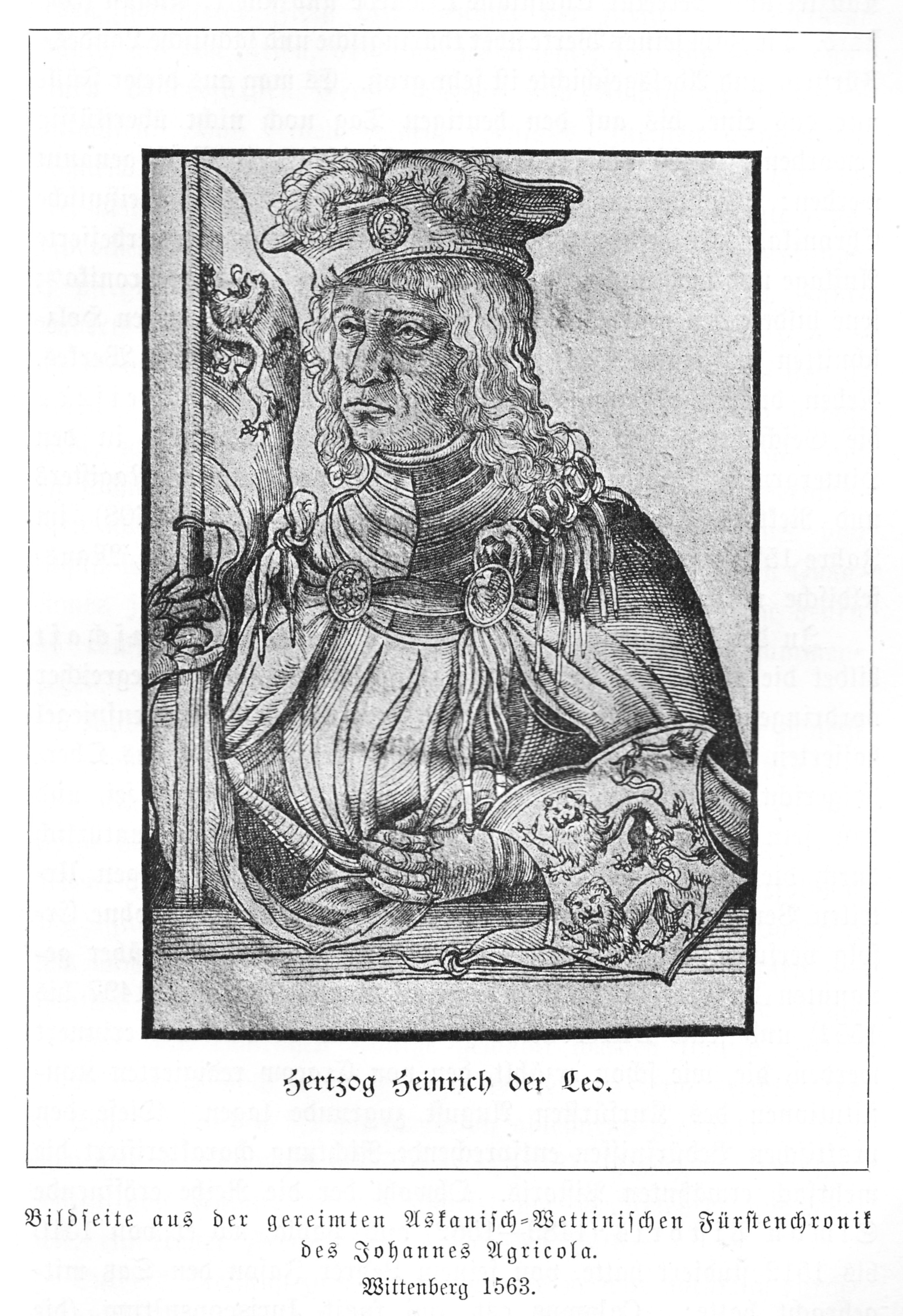
Bildseite aus der gereimten Askanisch-Wettinischen Fürstenchronik Illustrissimorum ducum Saxoniae [...] vivae effigies

- Die zwelff Artickel unseres Christlichen Glaubens sampt der heiligen Aposteln Ankunfft, Beruff, Glauben [...]. Wittenberg 1561 (online)
- Warhaffte Bildnis etlicher hochlöblichen Fürsten und Herren [...]. Wittenberg 1562 (online)
- Wahrhaffte Bildnis etlicher gelarten Menner [...]. Wittenberg 1562 (online)
- Illustrissimorum ducum Saxoniae [...] vivae effigies. Wittenberg 1563 (online)
- Ein schön Labyrinth oder Wunderburg. Vom wesen und lauff der argen schnöden unnd bösen welt, in diesen letzten ferlichen zeiten, gebessert und in eine rechte form eines Labyrinths bracht. Wittenberg 1568
- Warhafftige, Schöne Figuren der fürnemsten Christlichen Tugenden, mit jren eigenschafften, welcher sich ein jeder Mensch in seinem gantzen Leben bevleissen sol. Wittenberg 1569
- Warhafftige Abcontrafactur vnd Bildnis aller Großhertzogen, Chur vnd Fürsten, welche vom Jahr nach Christi geburt 842. bis auff das jetzige 1586. Jahr, das Landt Sachssen, Löblich vnd Christlich regiret haben. Sampt kurtzer erklerung jhres Lebens, aus glaubwirdigen historien zusammen getragen vnd kurtz in Deudsche Reimen bracht. Dresden 1586 (online)
- Eigentliche Bildtnis und Abconterfeihung Römischer Keyser, Könige, Fürsten und Herren : sampt etzlichen derselben Gemahlen, welcher hochlöbliche Thaten, und christliche Tugenden mit sonderlichem fleis, in kurtze Reime vorfasset sein. Dresden 1587 (online)
- Bildnüs vnd Abcontrafactur: etzlicher Vornemer Gelerten Menner/ durch welche Gott aus sonderbaren gnaden/ die rechte reine Warheit des heiligen Euangelij ... an Tag hat kommen lassen/ Derer leben vnd wandel/ in kurtze Reimen vorfasset .... Dresden 1588
- Kirchenlieder:
  - O Vater aller Frommen (1580) (online)
  - O Jesu Christ, wir Kindlein dein (online)